# Luchtalarm

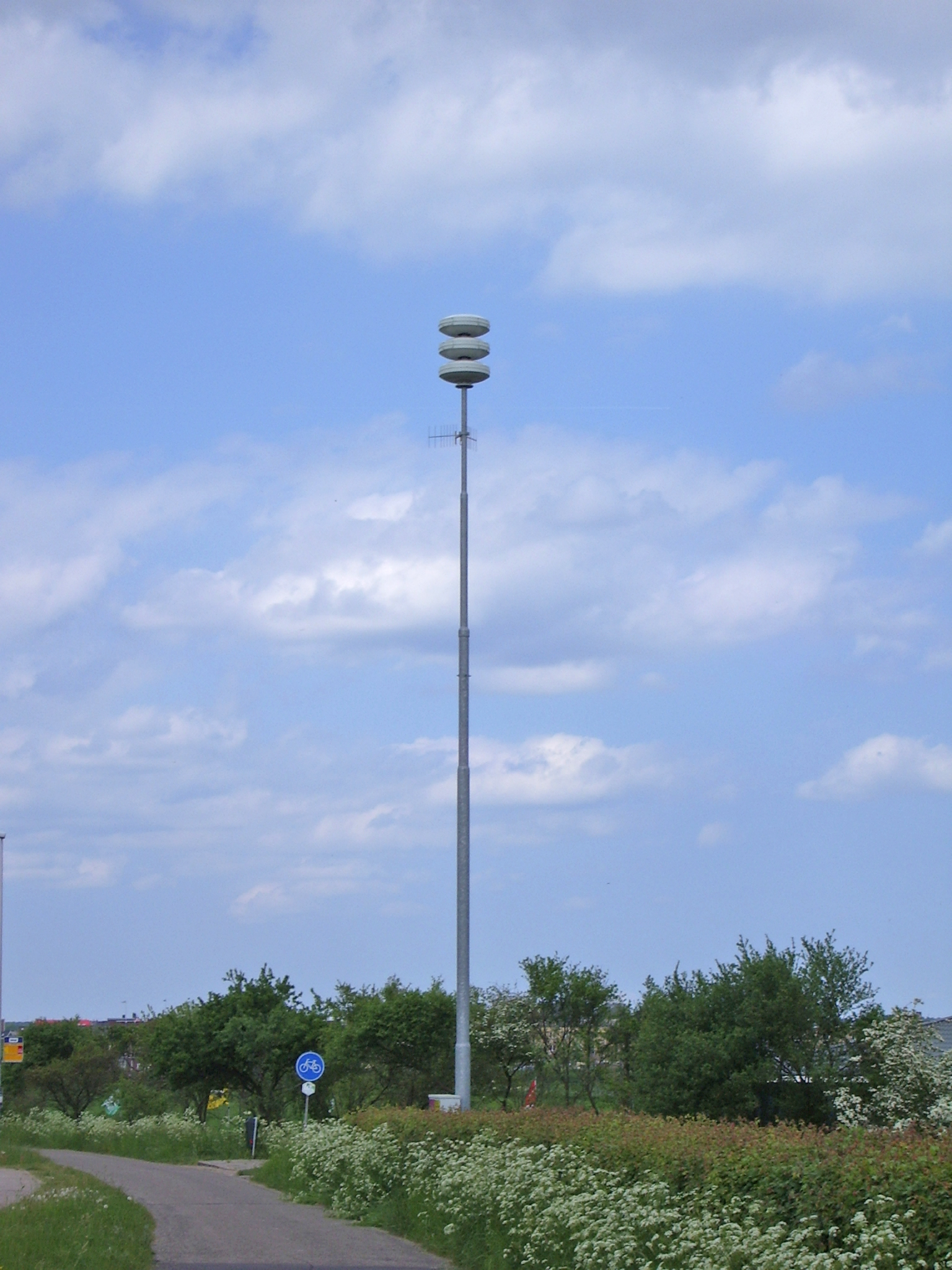
Sirene op een paal in Nederland

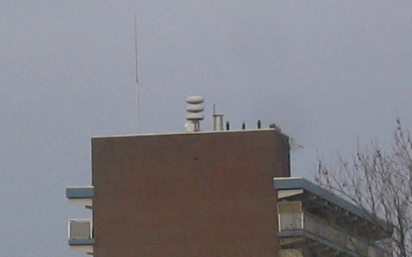
Sirene op een flat in Nederland

Het luchtalarm is een geluidssignaal om de bevolking te waarschuwen voor gevaarlijke situaties. Voor dit alarmsysteem wordt vanouds een sirene gebruikt en daarom wordt het alarm ook wel de sirene genoemd.
Het luchtalarm is ooit ingevoerd om de bevolking te waarschuwen voor een luchtaanval (zoals in de Tweede Wereldoorlog), maar het kan ook worden gebruikt bij andere gevaren, zoals luchtvervuiling.

## Nederland
Het luchtalarmsysteem werd oorspronkelijk tijdens de Koude Oorlog opgezet in het kader van de civiele verdediging. In Nederland werd in 1993 besloten het te vervangen door een moderner systeem. Het principe bleef echter gelijk: sirenes die in een bepaald gebied de bevolking konden waarschuwen bij grote calamiteiten. Ook de maandelijkse testen, die aanvankelijk na de val van de muur in 1989 waren stopgezet, werden hervat.
Verspreid over het hele land staan er ongeveer 4278 sirenes, die draadloos en onafhankelijk van elkaar aangezet kunnen worden vanuit de alarmcentrale van de regionale brandweer. De bevolking is van tevoren geïnstrueerd om in het geval dat de sirene afgaat naar binnen te gaan, ramen en deuren te sluiten en radio of televisie aan te zetten. Op de aangewezen calamiteitenzenders kan de overheid verdere aanwijzingen geven, bijvoorbeeld dat een gebied geëvacueerd zal worden.

### Test
Het alarm wordt eens per maand getest, op de eerste maandag van de maand tussen 12.00 en 12:05 uur, om te controleren of de sirene overal werkt en te horen is, maar ook om het alarmsysteem bij het publiek in het bewustzijn te houden. Vanaf 1997 werd de sirene slechts eenmaal per jaar landelijk luid getest (op de eerste woensdag van juni) en eens per maand stil. In 2000 gebeurde dit echter niet vanwege de vuurwerkramp in Enschede. Met ingang van september 2003 is de maandelijkse luide test weer ingevoerd om de bekendheid van het alarmsysteem te vergroten. Als de eerste maandag van de maand een nationale of religieuze feestdag is wordt de test niet uitgevoerd. In november 2015 was het testalarm in twee steden niet te horen om net gearriveerde vluchtelingen niet te verontrusten.

### Andere vormen van alarmering
In 2008 werd onderzocht of doven per sms op hun mobiele telefoon gealarmeerd kunnen worden bij rampen.
Op 8 november 2012 is het landelijke systeem NL-Alert in gebruik genomen. NL-Alert is het alarmmiddel van de Nederlandse overheid voor waarschuwingen bij levens- of gezondheidsbedreigende situaties. In ieder NL-Alert staat wat er aan de hand is, wat de ontvanger moet doen en waar zij informatie en updates kunnen vinden. Een NL-Alert wordt uitgezonden door de zendmasten van Nederlandse telecomproviders naar mobiele telefoons in een bepaald gebied. Het bereik van NL-Alert is over de jaren heen toegenomen. Het controlebericht dat op 7 december 2020 is uitgezonden, werd ontvangen door bijna 9 op de 10 Nederlanders van 12 jaar en ouder (89%). Van mensen van 75 jaar en ouder heeft 73% het controlebericht ontvangen op hun mobiele telefoon.

### Afschaffing
Sinds 2015 ligt het plan op tafel om het waarschuwings- en alarmeringssysteem (WAS) op termijn af te schaffen en te vervangen door alternatieve alarmmethoden, zoals calamiteitenzenders, geluidswagens, sms (NL-Alert) en sociale media. Toen de initieel geprikte afschafdatum van 1 januari 2020 onhaalbaar werd bevonden wegens het niet optimaal functioneren van de alternatieve systemen, werd de afschaffing van het WAS meermaals voor onbepaalde tijd opgeschort. Ook een nieuw streefmoment voor afschaffing in 2025, dat samenviel met het aflopen van de onderhoudscontracten van de WAS-palen, stuitte op controverse en een Kamermeerderheid stemde voor het behoud van het WAS.

## België
In België werden de sirenes elk kwartaal getest. Op de eerste donderdag van elk kwartaal werden de sirenes getest tijdens een proefalarm. Het testen vond plaats tussen 11.45 en 13.15 uur. De werking van de sirenes werd herhaalde keren getest. Na ieder signaal werd via de aanwezige luidsprekers de tekst ‘proefsignaal’ uitgesproken. Ook werden dagelijks twee stille testen uitgevoerd, die niet hoorbaar zijn voor het menselijke gehoor.
Op 4 oktober 2018 vond de laatste test plaats. Na deze test is het systeem afgebouwd. De sirenes blijven wel bestaan rond nucleaire installaties, om te gebruiken in geval van nood, maar een geluidstest wordt niet meer uitgevoerd. De officiële aanbeveling luidt dat mensen zich inschrijven op BE-Alert, een alarmsysteem dat informatie verspreidt via e-mail, sms of telefoon.